# Antonio Mata Oliveira
Antonio Mata Oliveira, més conegut com a Antonio Mata, (nascut el 28 d'agost de 1968 a Olivença, Extremadura) és un exfutbolista espanyol.

## Trajectòria esportiva
Forjat al planter del CD Málaga, va debutar el 1988 en el primer equip del conjunt andalús, en l'època prèvia a la seua caiguda. S'hi va estar tres anys abans de fitxar pel CD Tenerife, club on passaria la major part de la seua carrera. Pràcticament titular durant tota la dècada dels 90 al club tinerfeny, va ser un dels components de la plantilla que més èxits ha donat a aquest club en la seua història, tant a nivell local com a europeu. En aquest darrer registre, Mata va tenir part de culpa: un gol seu de falta va donar la victòria al Tenerife davant el Brondby danès, als quarts de final de la Copa de la UEFA 95/96.
Després de quedar lliure del club insular, tot just va estar dues temporades en categories inferiors abans de penjar les botes.

## Clubs
| Club         | Any       |
| ------------ | --------- |
| CA Malagueño | 1987-1988 |
| CD Málaga    | 1988-1991 |
| CD Tenerife  | 1991-1999 |
| Xerez CD     | 1999-2000 |
| UD Orotava   | 2000-2001 |